# Fritz Homann

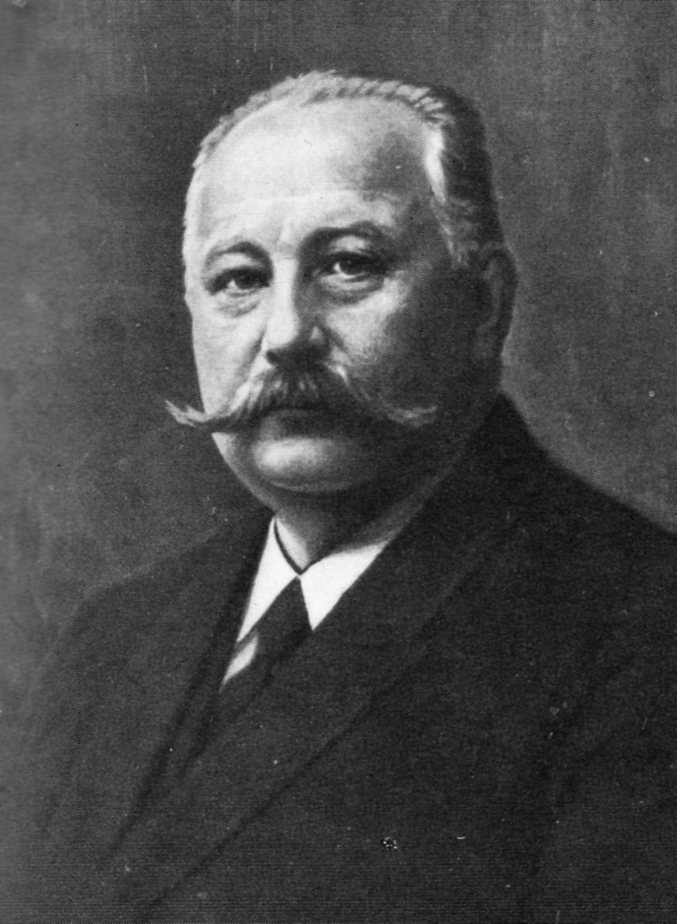
Fritz Homann, um 1900

Fritz Homann (* 11. April 1848 in Kleekamp bei Dissen; † 24. Oktober 1914 in Dissen) war ein deutscher Landwirt, Unternehmer in der Lebensmittelindustrie und Gründer des Unternehmens Homann Feinkost.

## Leben
Homann stammte aus einer im Raum Dissen alteingesessenen Bauernfamilie und war selbst Landwirt, bevor er 1876 in Dissen mit der Gründung einer Fleischwarenfabrik neue Wege beschritt. 1880 erhielt er Unterstützung durch seinen aus Großbritannien heimkehrenden Bruder August, der die kaufmännische Seite des Geschäfts übernahm. 1882 ergriff er die Chance, das Werk durch die Herstellung der erst wenige Jahre zuvor in Frankreich entwickelten Margarine saisonal unabhängig zu machen. Die anfangs umstrittene, dann aber auch staatlicherseits geförderte Deckung des Speisefettbedarfs der Bevölkerung mit Margarine führte zu einem rasanten Aufstieg des Unternehmens. So sorgte Homann schon 1890 für die Elektrifizierung seiner Fabrik. Er ließ das Werk 1905 an die Eisenbahnlinie Osnabrück–Bielefeld anschließen und beschaffte zum Transport seiner Güter eigene Lokomotiven.
Fritz Homann beteiligte sich an der Hochseefischerei Grundmann & Gröschel in Geestemünde, die am 19. Oktober 1904 den Geschäftsbetrieb aufnahm. Das Engagement der Familie Homann in der Hochseefischerei endete mit der Auflösung der Hochseefischerei Kämpf & Co. KG am 24. September 1970. Dieses Unternehmen, an der Fritz Homanns Sohn Hugo die Kapitalmehrheit hielt, war 1961 unter Beteiligung von Grundmann & Gröschel gegründet worden. Der 1930 gebaute Fischdampfer PG 395 Fritz Homann und das Anfang der 1960er Jahre gebaute Fangfabrikschiff BX 689 Fritz Homann trugen seinen Namen.
Durch die Angliederung von Zweigwerken an das Hauptwerk in Dissen machte sich Homann von zuliefernden fremden Unternehmen weitgehend unabhängig. Der Export seiner Produkte reichte über das Deutsche Reich hinaus in das benachbarte Ausland. Die Ortschaft Dissen nahm Teil an dem schnellen Aufstieg des Unternehmens. Homann sorgte durch den Werkswohnungsbau selbst für die Unterkunft seiner Arbeiter, unterstützte den Ausbau des Schulsystems in Dissen und ermöglichte durch eine Spende die Errichtung des nach seiner Frau genannten Albertinenkrankenhauses. 1910 wurde er für seine Verdienste zum (preußischen) Kommerzienrat ernannt. Nach seinem Tod 1914 übernahmen seine Söhne Fritz (1885–1937) und Hugo Homann (1889–1978) die Leitung des Unternehmens.
1929 wurde anlässlich des 50-jährigen Bestehens vom Unternehmen der Fritz-Homann-Park in Dissen gestiftet. Das von Fritz Homann gegründete Unternehmen existiert als Homann Feinkost GmbH noch heute und ist im Besitz der Unternehmensgruppe Theo Müller.